# 学研ステイフル
株式会社学研ステイフル（がっけんステイフル、英: Gakken Sta:Ful Co.,Ltd.）は、ファンシー文具などを制作・販売している日本の企業。

## 概要
元々は1996年に学習研究社（現・学研ホールディングス）の知育ホビー事業部（のちにホビーカルチャー事業部・レジャートイ事業部となる）であった。その後学研トイホビーとして分社し、これらの事業を学研クレジットを経て新会社に移管した。その後、2006年3月にトイ事業部門を学研トイズ（2008年会社清算）に分離し、同年7月に社名を現在の学研ステイフルに変更した。
キャラクター製品は、他社からライセンスを得て生産しているものが多い。また、レターセットやポストカードは落ち着いた大人向けの製品が中心となっている。
2023年7月1日付で、学研ホールディングスが保有している株式の内51%が日本出版販売へ譲渡され、学研ステイフルは日本出版販売の連結子会社となる予定。学研ホールディングスは残り49%を継続保有する。

## 主なキャラクター製品
- ライセンス製品
  - ムーミン
  - リサとガスパール
  - くまのがっこう
  - アンブロ（文具類）
- 学習研究社で出版している雑誌・書籍の関連製品
  - ピチレモン
  - いつでも会える（菊田まりこ）
  - てるてる天使（田村みえ）
  - うさぎとかえるのいいきぶん（こうのみほこ）

## その他
学研の事業部時代に発売されていたキャラクター製品には次のようなものがある。
- レモンビレッジ（雑誌「レモン」のキャラクター）
- スポーツキッズ

また、学研時代には「VICTORIA FANCY」ブランドで製品を発売していたが、現在は関連会社にその名前を残すのみである。